# Wang He (esportista)
|  | Per altres persones anomenades igual, vegeu Wang He. |

En aquest nom xinès, el cognom és Wang.
Wang He (9 de novembre de 1988 a Beijing) és un mariner esportista xinès que va competir per l'Equip Xina en les Jocs Olímpics d'Estiu del 2008.

## Actuacions principals
- 2005 Club Reial Nàutic Canadenc;
- 2005 Escola d'Esports Sènior de Hainan;
- 2006 Equip nacional